# 塞维利诺·珀莱托
塞维利诺·珀莱托（義大利語：Severino Poletto，1933年3月18日—2022年12月17日），意大利罗马天主教枢机主教，前佛薩諾教區、阿斯蒂教區主教，都灵总教区大主教。他从1980年开始担任主教，于2001年被教宗若望保禄二世任命为红衣主教。

## 生平
珀莱托于1933年3月18日出生于威尼托的萨尔加雷达，在11个孩子（其中两名夭折）中排行最末。1952年，珀莱托为了寻找工作移居皮埃蒙特。
珀莱托先是就读于特雷维索的一间神学院，其后转入亚历山德里亚卡萨莱蒙费拉托的主校区。1957年6月29日，珀莱托被主教朱塞佩·安格里萨尼任命为司铎。1977年，珀莱托在阿尔方斯学院的伦理神学方面以优异成绩获得最高荣誉，并在蒙特马尼奥担任博物馆馆长。1965年，珀莱托被任命为Oltreponte教区牧师，同时在当地的一个工厂里找了一份兼职工作。1973年，珀莱托建立了一个教区家庭神职服务中心（Diocesan Centre for Family Ministry）。
1980年4月3日，珀莱托被任命为佛萨诺教区的主教助手，同年5月17日，他被送到当时的都灵教区主教阿纳斯塔西奥·巴列斯特雷罗手下任职，并于10月29日正式继任主教。此外，他还曾在蒙特马尼奥主教团供职十年。
珀莱托于1989年3月16日成为阿斯蒂教區主教，后又于1999年6月19日升为都灵总教区大主教，并在9月9日正式就任。
2001年2月21日，教宗若望保禄二世将珀莱托任命为[特里翁法莱圣若瑟圣殿]]的枢机司铎，同年5月15日，教宗将他纳入圣职部，5月18日，珀莱托进入宗座教會文化資產委員會工作。
珀莱托曾分别于2005年及2013年以红衣主教候选人的身份参加教宗选举秘密会议。
2010年10月11日，珀莱托向教宗本篤十六世请求辞去都灵总教区大主教职务，获得教宗接受。
2022年12月17日，珀莱托在坐落于都灵总教区之北的蒙卡列里逝世，享年89岁。